# IOS 5
Az iOS 5 az Apple Inc. iOS operációs rendszerének ötödik tagja, amely 2011. október 12-én jelent meg.

## Története
Az iOS 5-t 2011. június 6-án harangozták be az Apple Worldwide Developers Conference során. Ugyanakkor ismertette az Apple a Mac OS X Lion operációs rendszert is és jelentette be a felhő-alapú média szolgáltatást, az iCloudot. Az iOS 4 után ez volt a második olyan verzió, amely egyes eszközöket nem támogatott, mint az iPhone 3G és a második generációs iPod touch. Támogatta az iPhone 3GS, a harmadik generációs iPod Touch és az eredeti iPad készülékeket.
2011. október 4-én az Apple egy rendezvény keretében, ahol több témát vitattak meg, köztük az iPhone 4s és annak új, Siri szoftverének leleplezését. Az iOS 5 megjelenési dátumát is ekkor jelentették be október 12-re.
Az iPhone 4s installált iOS 5 operációs rendszerrel jelent meg, illetve korábbi készülékekre frissíteni kellett az iTunesról. Azonban az első frissítéseknél sok felhasználó kapott hibaüzenetet a letöltéskor. Akkor azt hitték, az Apple szerverei nem bírják a terhelést.

## Fogadtatás
Az iOS 5 több szempontból is pozitív fogadtatásra lelt, köztük az új értesítő központ, a vezeték nélküli szinkronizálási és frissítési lehetőség, az iMessage funkció és továbbiak.

## Hibák
Az Apple megerősítette, hogy az iOS 5 egyes részei negatív hatással vannak az akkumulátorok élettartamára. Az 5.0.1-es verzióval igyekeztek ezt kijavítani, de a probléma megmaradt.
Mind az iOS 5, mint az 5.0.1 megjelenésekor sok felhasználó jelentett hibát, hogy készülékén nem működik a wi-fi elérés. Ezt a problémát sikerült kiküszöbölni az 5.1.1 frissítéssel.
iPhone 4s és iPad használók SIM-kártya problémákkal is találkoztak az iOS 5 korai verziójával, és bár az Apple megkísérelte ezeken javítani az 5.0.1 verzióban, ez a probléma is megmaradt.
iPhone 4 és 4s telefonkészüléket használók a fülhallgatóval folytatott hívások során véletlenszerűen jelentkező visszhangot jelentettek szintén az iOS 5-nél. Mások pedig sokszor nem hallották a beszélgetést ugyanezen probléma miatt. Ezeket a hibákat az 5.1.1 frissítéssel igyekezett javítani az Apple.

## iOS 5-öt használó eszközök
| iPhone                              | iPod touch                                                          | iPad                                                                           |
| - iPhone 3GS - iPhone 4 - iPhone 4s | - iPod touch (harmadik generáció) - iPod touch (negyedik generáció) | - iPad (első generáció) - iPad (második generáció) - iPad (harmadik generáció) |

## iOS 5 verziók
- iPhone 3GS, iPhone 4, iPhone 4s, iPod Touch (3. és 4. gen.), iPad (1. gen.) és iPad 2
  - 5.0 (2011. október 12.)
  - 5.0.1 (2011. november 10.)
- iPhone 3GS, iPhone 4, iPhone 4s, iPod Touch (3. és 4. gen.), iPad (1. gen.), iPad 2 és iPad (3. gen.)
  - 5.1 (2012. március 7.)
  - 5.1.1 (2012. május 7.)

## iOS 5 verziók az Apple TV-n
- 4.2.1 (iOS 5.0, 2011. október 12.)
- 4.4.1 (iOS 5.0, 2011. október 17.)
- 4.4.2 (iOS 5.0, 2011. október 24.)
- 4.4.3 (iOS 5.0.1, 2011. november 17.)
- 4.4.4 (iOS 5.0.1, 2011. december 15.)
- 5.0 (iOS 5.1, 2012. március 7.)
- 5.0.1 (iOS 5.1.1, 2012. május 10.)
- 5.0.2 (iOS 5.1.1, 2012. június 5.)